# Honungsrussling
Honungsrussling (Rhodocybe melleopallens) är en svampart som beskrevs av P.D. Orton 1960. Honungsrussling ingår i släktet Rhodocybe och familjen Entolomataceae.  Arten är reproducerande i Sverige. Inga underarter finns listade i Catalogue of Life.